# Louis de Pointe du Lac
Louis de Pointe du Lac je lik iz Vampirskih kronika (autorica Anne Rice). Život je počeo kao smrtnik, da bi kasnije postao vampir. On je protagonist i antijunak Intervjua s vampirom, a pojavljuje se i u ostalim knjigama kronika. 

## Louis kao smrtnik
Louis de Pointe du Lac rođen je u Francuskoj 1766. u katoličkoj obitelji koja je emigrirala u Sjevernu Ameriku kad je bio dječak. Njegova majka, sestra i brat živjeli su na jednoj od njihovih dviju plantaža, nazvanoj Pointe du Lac po njihovom prezimenu. Tu mu je poginuo brat, s čim se Louis jako teško nosio i smatrao se krivim. Postao je ciničan i očajan, želio se ubiti, ali nije imao hrabrosti. Posjećivao je razne krčme i ostala mjesta niskog morala. Upadao je u borbe samo da prisili nekog da ga ubije i tako okonča njegovu patnju.

## Louis kao vampir
Bilo je to jedne noći u taverni, kad ga je ugledao vampir Lestat, stvorivši se poput anđela i nudeći alternativu njegovom bijednom životu. Kad ga je Lestat prvi put vidio, imao je crnu kosu, duboke zelene oči. Pretvorio ga je u vampira 1791., te je s njim živio i ubijao u sljedećem stoljeću. 
Tada u njihov život ulazi i treći vampir, Claudia. U trenutku slabosti, Louis je popio krv 6-godišnjem siročetu, tako je zauvijek zarobivši u tijelu djeteta. S Claudijom, Louis je napokon pronašao mir, preuzimajući "majčinsku" ulogu. No, Claudia je postala zrela psihički (ali ne i fizički) i počela je mrziti oba "roditelja" jer su joj dali besmrtnost. Pobunila se protiv Lestata, pokušala ga ubiti 1860., a zatim pobjegla s Louisom u Stari svijet potražiti druge vampire. 
U Parizu, "otac" i "kći" nalazu što su tražili: petnaest vampira koji su se pretvarali da su glumci u Théâtre des Vampiresu. No, u njihovim očima Louis i Claudia se bili kriminalci jer su pokušali ubiti drugog vampira. Louis je uspio pobjeći, točnije pojavio se Lestat koji se zauzeo za njega. 
Nakon Claudijine smrti, Louis je zapalio Theatre i putovao po svijetu i vremenu s vođom Theatrea, Armandom. Razdvojili su se tek u kasnim 90.-ima u New Orleansu. 
Louis i Lestat ponovno su se sreli kad su se svi vampiri našli u Maharetinoj kući radi borbe protiv Akashe. Također, Louis je jedini vampir koji je odbio popiti Maharetinu ili Lestatovu krv i tako odmah dobiti moć, već je izabrao s godinama dobivati snagu.